# Wicepremierzy Australii
Wicepremier Australii (Deputy Prime Minister of Australia) – drugie pod względem ważności stanowisko w rządzie federalnym Australii, utworzone oficjalnie w styczniu 1968 roku. W praktyce funkcja ta występowała od początku istnienia Związku Australijskiego, bowiem zawsze podczas nieobecności premiera w kraju (zwykle spowodowanej wizytami zagranicznymi) jeden z ministrów wypełniał jego obowiązki. Nosił wówczas tytuł p.o. premiera (Acting Prime Minister).

## Rola ustrojowa
Funkcja wicepremiera jest jedynie dodatkowym zadaniem jednego z ministrów, który oprócz tego kieruje swoim resortem. Nigdy nie powołuje się na to stanowisko więcej niż jednej osoby w tym samym czasie. Głównym zadaniem wicepremiera jest zastępowanie szefa rządu, gdy ten z jakichś powodów nie jest w stanie przewodniczyć posiedzeniu gabinetu lub stawić się na cotygodniowej sesji pytań, jakie kierują do niego parlamentarzyści (question time). Tradycyjnie, gdy rządzi Australijska Partia Pracy, wicepremierem zostaje zastępca lidera tej partii. Z kolei gdy rządzi Koalicja, wicepremierem zostaje lider Narodowej Partii Australii jako mniejszej partii koalicyjnej.

## Lista wicepremierów
| od   | do    | osoba             | partia                    |
| ---- | ----- | ----------------- | ------------------------- |
| 1968 | 1971  | John McEwen       | Partia Wiejska            |
| 1971 | 1972  | Doug Anthony      | Partia Wiejska            |
| 1972 | 1974  | Lance Barnard     | Australijska Partia Pracy |
| 1974 | 1975  | Jim Cairns        | Australijska Partia Pracy |
| 1975 | 1975  | Frank Crean       | Australijska Partia Pracy |
| 1975 | 1983  | Doug Anthony      | Narodowa Partia Wiejska   |
| 1983 | 1990  | Lionel Bowen      | Australijska Partia Pracy |
| 1990 | 1991  | Paul Keating      | Australijska Partia Pracy |
| 1991 | 1995  | Brian Howe        | Australijska Partia Pracy |
| 1995 | 1996  | Kim Beazley       | Australijska Partia Pracy |
| 1996 | 1999  | Tim Fischer       | Narodowa Partia Australii |
| 1999 | 2005  | John Anderson     | Narodowa Partia Australii |
| 2005 | 2007  | Mark Vaile        | Narodowa Partia Australii |
| 2007 | 2010  | Julia Gillard     | Australijska Partia Pracy |
| 2010 | 2013  | Wayne Swan        | Australijska Partia Pracy |
| 2013 | 2013  | Anthony Albanese  | Australijska Partia Pracy |
| 2013 | 2016  | Warren Truss      | Narodowa Partia Australii |
| 2016 | 2018  | Barnaby Joyce     | Narodowa Partia Australii |
| 2018 | 2021  | Michael McCormack | Narodowa Partia Australii |
| 2021 | 2022  | Barnaby Joyce     | Narodowa Partia Australii |
| 2022 | nadal | Richard Marles    | Australijska Partia Pracy |